# Nancy Glenn Griesinger
 Nancy L. Glenn Griesinger (* 26. Januar 1965 in Charleston (South Carolina)) ist eine US-amerikanische Mathematikerin und Hochschullehrerin. Sie promovierte 2002 als erste Afroamerikanerin an der Rice University.

## Leben und Werk
Glenn Griesinger ist das jüngste von neun Kindern von Eugenia Powell und Henry Deas. Sie besuchte die Lincoln School in McClellanville. 1983 schrieb sie sich an der University of South Carolina ein und erwarb den Bachelor of Science in Mathematik am Department of Mathematics. 1987 besuchte sie die San Diego State University. 1993 kehrte sie an die University of South Carolina zurück und erwarb 1995 zweiten Bachelor-Abschluss in Statistik. Sie promovierte 2002 in Mathematik als erste Afroamerikanerin an der Rice University bei David Warren Scott mit der Dissertation: Robust Empirical Likelihood. Anschließend forschte sie als Postdoktorandin an der National Security Agency und wurde Juniorprofessorin am Department of Statistics der University of South Carolina. 2006 forschte sie auf den Gebieten der nichtparametrischen Statistik und Bioinformatik. Sie untersuchte die statistischen Muster von Krebszelllinien und die Auswirkungen der Datenanalyse auf die Evolutionsgenomik. Dabei geht es darum, wie sich die DNA-Struktur in Organismen während der Evolution verändert. 2007 wurde sie Assistenzprofessorin am Institut für Mathematische Wissenschaften der Texas Southern University (TSU) in Houston, Texas.
2011 war sie Mitglied eines Forschungsprojekts, das von der National Aeronautics and Space Administration für das Forschungszentrum für Bio-Nanotechnologie und Umwelt in der Abteilung Biologie der TSU finanziert wurde. 2013 war sie Faculty Research Fellow, Biomedical Research & Environmental Sciences Division am NASA Johnson Space Center in Houston, Texas. Sie gründete nach 15-jähriger Tätigkeit als Professorin das Unternehmen Sigma Stat, LLC für mathematische Nachhilfe und statistische Beratung.
Sie war die Vertreterin von Houston bei der American Statistical Association und war Gutachterin für verschiedene Zeitschriften, darunter das Journal der American Statistical Association und das Journal of Probability and Statistical Science.

## Veröffentlichungen (Auswahl)
- mit Vanessa M. Brown: Nonparametric spirometry reference values for Hispanic Americans. Journal of Immigrant and Minority Health 13(1), 2011.
- mit Yichuan Zhao: Weighted empirical likelihood estimates and their robustness properties. Computational Statistics and Data Analysis 51, 2007.
- Empirical likelihood estimation from incomplete data. Journal of Probability and Statistical Science 4, 2006.
- mit Austin Hughes: Contrasting patterns of transcript abundance in tumor tissue and cancer cell lines a^200[Cent]. Applied Bioinformatics 5, 2006.
- mit Austin Hughes und Robert Freidman: The future of data analysis in evolutionary genomics. Current Genomics, 2006.
- mit Demetrios Kazakos: A Comparison of Statistical Analysis Methodologies for Longitudinal Data Affected by Non-Normal Within Subject Errors”. WSEAS Transactions on Advances in Engineering, 2017.